# Lance LeGault
William Lance LeGault (Chicago, 2 mei 1935 – Los Angeles, 10 september 2012) was een Amerikaans acteur, vooral bekend geworden als kolonel Decker uit The A-Team.
In de jaren zestig was hij de dubbel voor Elvis Presley in enkele van zijn films. Te denken valt aan Kissin' Cousins, Viva Las Vegas en Roustabout. Ook sprak hij een deel van de toeristische rondleiding in op Graceland.
LeGault was vanaf 1984 getrouwd en had vier kinderen. In 2012 overleed hij aan de gevolgen van een terminale ziekte.

## Filmografie
- Prince Avalanche (2013) - Truck Driver
- Stuntmen (2008) - Leo Supreme
- The Legend of Sasquatch (2006) - Cletus McNabb (Stem)
- Tugger: The Jeep 4x4 Who Wanted to Fly (video, 2005) - Chief
- Paniek op de Prairie (2004) - Junior, de Buffalo (Stem)
- Crusade (televisieserie) - Senator Jacob Redway (afl. Each Night I Dream of Home, 1999)
- L.A. Heat (televisieserie) - Jerry Parks (afl. Green Justice, 1999)
- Battlezone II: Combat Commander (videogame, 1999) - Major Manson (Stem)
- Mortal Kombat: Annihilation (1997) - Elder God of Fire
- Executive Target (1997) - Moore
- Scorpio One (1997) - Sen. Treadwell
- Dark Breed (1996) - Cutter
- The Silencers (1996) - Kirby
- Black Out (1996) - Man in Stetson
- Two Bits & Pepper (1995) - Pepper (Stem)
- Renegade (televisieserie) - Grandpa (afl. Rustler's Rodeo, 1994)
- Roadracers (televisiefilm, 1994) - Donna's vader
- Rebel Highway (televisieserie) - Donna's vader (afl. Roadracers, 1994)
- Renegade (televisieserie) - Sheriff Roy Stoner (afl. Billy, 1993)
- Shadow Force (1993) - Chief Thorpe
- Columbo: No Time to Die (televisiefilm, 1992) - Politie-kapitein
- Major Dad (televisieserie) - Kolonel Kennedy (afl. Three Angry Marines, 1992)
- MacGyver (televisieserie) - Elliott (afl. Honest Abe, 1991)
- L.A. Law (televisieserie) - Scott Perot (afl. Bang...Zoom...Zap, 1990)
- Dallas (televisieserie) - Al Halliday (afl. Black Tide, 1989, Cry Me a River of Oil, 1989, Ka-Booooom!, 1989, Sunset, Sunrise, 1989)
- Star Trek: The Next Generation (televisieserie) - Capt. K'Temoc (afl. The Emissary, 1989)
- Quantum Leap (televisieserie) - Chance McGill (afl. How the Tess Was Won - August 5, 1956, 1989)
- Paradise (televisieserie) - Rol onbekend (afl. Vengeance, 1989)
- Magnum, P.I. (televisieserie) - Kolonel 'Buck' Greene, USMC (11 afl., 1981-1988)
- Murder, She Wrote (televisieserie) - Inspector McCabe (afl. Showdown in Saskatchewan, 1988)
- Nightmare Beach (1988) - Rev. Bates
- MacGyver (televisieserie) - Sheriff 'Bull' Bodine (afl. Jack in the Box, 1987)
- Three on a Match (televisiefilm, 1987) - Hornet
- Werewolf (televisieserie) - Alamo Joe Rogan (afl. Nightwatch, 1987, The Boy Who Cried Werewolf, 1987, The Black Ship, 1987)
- Werewolf (televisiefilm, 1987) - Alamo Joe Rogan
- Sledge Hammer! (televisieserie) - Generaal Mills (afl. The Spa Who Loved Me, 1987)
- Kidnapped (1987) - Victor Nardi
- The A-Team (televisieserie) - Kol. Roderick Decker (19 afl., 1983-1986)
- Iron Eagle (1986) - Generaal
- Airwolf (televisieserie) - Noble Flowers (afl. Wildfire, 1986)
- Simon & Simon (televisieserie) - Matt Greenwood (afl. Down-Home Country Blues, 1985)
- Bigfoot and the Muscle Machines (video, 1985) - Yank Justice (Stem)
- Partners in Crime (televisieserie) (afl. Paddles Up, 1984)
- Airwolf (televisieserie) - Sheriff J.J. Bogan (afl. Sweet Britches, 1984)
- Airwolf (televisieserie) - D.G. Bogard (afl. To Snare a Wolf, 1984)
- Automan (televisieserie) - Simon Rafferty (afl. Death by Design, 1984)
- Knight Rider (televisieserie) - Christopher Stone (afl. A Knight in Shining Armor, 1984)
- T.J. Hooker (televisieserie) - Lt. Decker (afl. The Hostages, 1983)
- Simon & Simon (televisieserie) - Colonel Paul Stark (afl. Tanks for the Memories, 1982)
- Knight Rider (televisieserie) - Security Officer Gray (afl. Knight of the Phoenix: Part 1 & 2, 1982)
- Voyagers! (televisieserie) - Andrew Jackson (afl. Old Hickory and the Pirate, 1982)
- Tales of the Gold Monkey - Randall McGraw (afl. Once a Tiger..., 1982)
- Fast-Walking (1982) - Luitenant Barnes
- Dynasty - Ray Bonning (6 afl., 1981, 5 keer in 1982)
- McClain's Law (televisieserie) (afl. Use of Deadly Force, 1982)
- Knight Rider (televisiefilm, 1982) - Security Officer Gray
- Stripes (1981) - Kol. Glass
- Magnum, P.I. (televisieserie) - Delta Agent John W. Newton (afl. Missing in Action, 1981)
- Walking Tall (televisieserie) - Rol onbekend (afl. The Fire Within, 1981)
- Amy (1981) - Edgar Wanbuck
- Buck Rogers in the 25th Century (televisieserie) Flagg (afl. Time of the Hawk: Part 1 & 2, 1981)
- Reward (televisiefilm, 1980) - Van Dyke
- Kenny Rogers as The Gambler (televisiefilm, 1980) - Doc Palmer
- Power (televisiefilm, 1980) - Stevens
- The Dukes of Hazzard (televisieserie) - Les Sloane (afl. The Runaway, 1980)
- CBS Afterschool Playhouse (televisieserie) - Mr. Hamilton (afl. Year of the Gentle Tiger, 1979)
- The French Atlantic Affair (miniserie, 1979) - Lester Foyles
- Undercover with the KKK (televisiefilm, 1979) - Weasel
- B.J. and the Bear (televisieserie) - Murphy (afl. The Murphy Contingent, 1979)
- How the West Was Won (televisieserie) - Zachary (afl. The Scavengers, 1979)
- Battlestar Galactica (televisieserie) - Maga (afl. Baltar's Escape, 1979, The Man with Nine Lives, 1979)
- Captain America (televisiefilm, 1979) - Harley
- Donner Pass: The Road to Survival (televisiefilm, 1978) - Charles Stanton
- Battlestar Galactica (televisieserie) - Bootes (afl. The Lost Warrior, 1978)
- The Incredible Hulk (televisieserie) - Brad (afl. The Antowuk Horror, 1978)
- Wonder Woman - Otis Fiskle (afl. Hot Wheels, 1978)
- The Busters (televisiefilm, 1978) - Mel Drew
- Nowhere to Run (televisiefilm, 1978) - Kaufman
- Coma (1978) - Vince
- The Rockford Files (televisieserie) - Phil D'Agosto (afl. A Deadly Maze, 1977)
- Logan's Run (televisieserie) - Matthew (afl. The Judas Goat, 1977)
- The Kentucky Fried Movie (1977) - Toy Robot (segment "A Fistful of Yen", stem, niet op aftiteling)
- French Quarter (1977) - Tom/Burt
- The Mask of Alexander Cross (televisiefilm, 1977) - Rol onbekend
- Baa Baa, Black Sheep (televisiefilm, 1976) - Lt. Huck
- The Rockford Files (televisieserie) - Stone (afl. Claire, 1975)
- Barbary Coast (televisieserie) - Ben Sharpe (afl. Jesse Who?, 1975)
- Petrocelli (televisieserie) - Fred Kistler (afl. A Night of Terror, 1975)
- This Is the West That Was (televisiefilm, 1974) - Hearts
- Gunsmoke (televisieserie) - Oregon (afl. A Town in Chains, 1974)
- Catch My Soul (1974) - Iago
- Pioneer Woman (televisiefilm, 1973) - Joe Wormser
- The Dave Cash Radio Show (televisieserie) - Rol onbekend (1972)
- Sweet Charity (1969) - Danser in het nummer 'Rhythm of Life'  (niet op aftiteling)
- Land of the Giants (televisieserie) - Reuzen-politieman (afl. Underground, 1968)
- The Young Runaways (1968) - Curly
- The Swinger (1966) - Warren
- Roustabout (1964) - Carnival Barker, Little Egypt Number (niet op aftiteling)
- Viva Las Vegas (1964) - Zoon van de Lone Star State (niet op aftiteling)
- Kissin' Cousins (1964) - Rol onbekend (niet op aftiteling)
- Girls! Girls! Girls! (1962) - Bassist in nachtclub (niet op aftiteling)

- Bibliothèque nationale de France: cb169768010 (data)
- International Standard Name Identifier: 0000 0000 4921 5361
- Library of Congress Control Number: no2005013288
- Système universitaire de documentation: 176925287
- Virtual International Authority File: 46488108
- WorldCat: E39PBJrcgvMYgmC7YVqRWvdfbd